# Sindrome di Parkes Weber
La sindrome di Parkes Weber è un insieme di malformazioni vascolari simili a quelle osservabili nella sindrome di Sturge-Weber, da cui però si differenzia per alcuni aspetti clinici. Si tratta di una malattia genetica a probabile trasmissione autosomica dominante.

## Epidemiologia e storia
Descritta per la prima volta nel 1907 dal dermatologo britannico Frederick Parkes Weber, risulta essere relativamente diffusa nella popolazione generale, stante la sua prevalenza dello 0,3% circa. Colpisce in egual misura maschi e femmine, nonché persone di ogni etnia.

## Eziologia
Causa della malattia è una mutazione a carico del gene RASA1, che codifica per la proteina RAS p21; questo gene è localizzato sul cromosoma 5. RASA1, in condizioni normali, promuove lo sviluppo cellulare e l'espressione di alcuni recettori tirosin-chinasici sulla membrana plasmatica. La perdita di funzionalità del gene, connessa alla mutazione in questione, è alla base delle anomalie morfo-strutturali dei vasi sanguigni riscontrabili nella sindrome.

## Clinica
La malattia è caratterizzata da malformazioni venose e anomalie cutanee dei capillari, simili a quelle della sindrome di Sturge-Weber, insieme a un quadro di malformazione artero-venosa. La comparsa di linfangiomi è possibile, ma rara. Possono essere presenti anche ipertrofia scheletrica e dei tessuti molli. La sindrome può manifestarsi negli arti (uno o più), nel tronco e nella testa. Sono colpiti più frequentemente il tronco e gli arti inferiori.
La caratteristica più evidente della sindrome è la presenza di nevi vinosi diffusi. Il loro colore è rosso vivo e il loro sviluppo è graduale, della durata di molti anni. Queste lesioni sono frutto di anomalie del flusso sanguigno a livello superficiale (sub-epidermico), a causa della presenza di canali venosi dilatati e aumentati di numero. Rispetto a quelli riscontrabili nella sindrome di Sturge-Weber, i nevi vinosi nella sindrome di Parkes Weber sono in numero maggiore e di colore più chiaro, presentando anche tonalità rosacee.
Nella sindrome di Parkes Weber sono di comune riscontro malformazioni artero-venose e la presenza di fistole artero-venose. Queste anomalie possono riguardare vene o arterie della cute, oppure che irrorano i muscoli, le ossa, gli organi interni e l'encefalo. Le anomalie strutturali dell'apparato circolatorio e le fistole possono causare sanguinamenti, insufficienza cardiaca congestizia o problemi neurologici. Le fistole artero-venose, nello specifico, possono portare allo scompenso cardiaco a causa dell'elevata gittata a cui costantemente costringono il cuore. Le malformazioni artero-venose hanno origine durante l'embriogenesi e raramente si risolvono spontaneamente. Nei casi più gravi, le complicanze della sindrome di Parkes Weber possono risultare fatali.